# Warchalking
Warchalking betegner det at tegne symboler på offentlige steder for at gøre opmærkom på en åben Wi-Fi-forbindelse.

## Historie
Warchalking blev opfundet af en gruppe venner i juni 2002, inspireret af hobo-symboler og offentliggjort af Matt Jones, som designede ikonerne og lavede et dokument med dem, der kunne downloades. Få dage efter at have skrevet om symbolerne i sin blog blev warchalking nævnt i flere artikler og på store tv-nyhedsprogrammer rundt om i verden.

## Etymologi
Ordet er inspireret af wardriving, der går ud på at køre rundt i en bil for at finde åbne Wi-Fi-forbindelser. Dette udtryk er igen baseret på wardialing, hvilket går ud på at taste en masse telefonnumre, indtil man finder et modem.